# جون أوكونور باور
جون أوكونور باور (13 فبراير 1846- 21 فبراير 1919) كان فينيانيًا أيرلنديًا وعضوًا في اتحاد الحكم الذاتي وسياسيًا في الحزب البرلماني الأيرلندي، وكان عضوًا في برلمان مجلس عموم المملكة المتحدة لبريطانيا العظمى وأيرلندا ومثّل مايو من يونيو 1874 إلى 1885. وكان محام في القضاء العالي من 1881.

## حياته الراديكالية المبكرة
ولد في كلاشاني بمقاطعة روسكومون وكان الابن الثالث لباتريك باور من بالينسلو وزوجته ماري أوكونور من مقاطعة روسكومون، خلال سنوات مجاعة أيرلندا الكبرى.  أصيب بمرض الجدري وأمضى بعض الوقت في مستشفى بالينسلو فيفر، التي كانت مقر الإصلاحية. عند وفاة والديه، ربته كاثرين أوكونور دوفيلد في منزلها في سوسايتي ستريت. في الخامسة عشرة من عمره، ذهب للعيش مع أقاربه في لانكشر حيث عُيّن في أخوية الجمهوريين الأيرلنديين وعمل في طلاء المنازل. هنا التقى مايكل دافيت لأول مرة.
أصبح معروفًا للشرطة بأسماء مستعارة «جون فليمنج» و «جون ويبستر» و «تشارلز فيرجسون». بعد التورط في الغارة الفاشلة على قلعة تشيستر في فبراير 1867، تمكن من التملص من القبض عليه وأُرسل إلى الولايات المتحدة في وقت لاحق من ذلك العام في سن 21 لمناقشة إعادة تنظيم الفينيين. بعد عودته أُلقي القبض عليه في دبلن في 17 فبراير 1868 وقضى خمسة أشهر في سجن كيلمنهام وسجن ماونتجوي.  يحتوي ملف سجن كيلمنهام بمقاطعة دبلن، على «صورة ووصف لسجين كان في السابق محتجزًا بتفويض من اللورد الملازم، متهمًا بالخيانة وأُطلق سراحه بكفالة في 29 يوليو 1868.» كان جون باور، الملقب بجون ويبستر، والملقب بتشارلز فليمنج، كاثوليكيًا رومانيًا ولد في مقاطعة روسكومون.  كان طوله 5 أقدام و 9 بوصات، ووجهه طويل وشعره بني غامق وعيناه رمادية وله أنف كبير وفم كبير.  كانت سوالفه مظلمة ولم تكن له لحية.  كانت بشرته نضرة وكان لديه نتوء كبير في إصبع يده اليسرى. كان مراسلًا في إحدى الصحف وعاش في لانكشر أو بولتون أو في روتشديل.
كان عضوًا في المجلس الأعلى للأخوية الجمهوريين الإيرلنديين (آي آر بي) وكان يُعتقد أنه متورط في تهريب الأسلحة (وهي مسألة هددته في وقت لاحق من حياته باتخاذ إجراء قانوني بشأنها).  بينما بقي عضوًا نشطًا خلال سنواته الأولى في البرلمان، في وقت مبكر من 1868-1869 شجع للتعاون مع السياسيين الدستوريين مثل جورج هنري مور.  كانت بداية الانطلاقة الجديدة.
من يناير 1871 إلى 1874 كان طالبًا ومدرسًا في كلية سانت جارلات، توام، دُفعت أتعابه ونفقاته من التدريس وإلقاء المحاضرات في بريطانيا وأمريكا. في سنته الأخيرة كان أستاذًا للعلوم الإنسانية بالكلية.